# 초토사
초토사(招討使)는 중국사에서 전시 중에 임명된 고위 특별 장교직이다. 때로는 군사 및 정치 권력을 겸임하고, 심지어는 지방장관으로 변모하기도 했다.

## 역사
당 말기 안사의 난(安念亂) 때 창설된 무관직이다. 당나라 정원 말기에 초토사가 많이 임명되었는데, 대부분 전란 때만 임시로 부여되던 특별직이었다.
명나라 시대에는 대부분의 변방 지대에 초토사가 있었는데, 이들 대부분은 변방 원주민 토사들이 겸임했으며, 토사 본인이 해당직을 임명할 수 있었다.